# علاالدین رکوردز
علاءالدین رکوردز (انگلیسی: Aladdin Records) یک شرکت ضبط و لیبل بود که در سال ۱۹۴۵ توسط برادران ادی و لئو مسنر در لس‌آنجلس تأسیس شد. قبل از تغییر نام در سال ۱۹۴۶، ابتدا فیلو رکوردز نام داشت.